# Fideliomedaljen
Fideliomedaljen, officiellt namn "The Fidelio Medal", ibland i artiklar benämnd "The Fidelio Gold Medal" instiftades 1977 av operacheferna vid världens ledande operahus - "The International Association of Opera Directors" (IAOD) - för att hedra sångare som trots världskarriär även förblev sin hemmascen trogen. Första mottagaren blev hovsångerskan Elisabeth Söderström. Medaljen utdelas sparsamt.
Bland mottagare märks:
- Hovsångerskan Elisabeth Söderström[1], 1977
- Sir Geraint Evans 1980[2]
- Dame Josephine Barstow 1985. (Mottagare nr. 6).
- Sir Donald McIntyre 1989
- Risë Stevens 1993
- Hovsångaren Ragnar Ulfung 1994
- Marilyn Horne[3]
- Heinz Zednik[4]

## Internetkällor
1. ↑  "An Interview with Elisabeth Söderström" Arkiverad 5 mars 2016 hämtat från the Wayback Machine. från Det Virtuelle Musikbibliotek, Dvm.nu
2. ↑  "Blue Plaque Remembers Opera Giant" från Aberdareonline.co.uk
3. ↑  "Famed mezzo-soprano Marilyn Horne to open Diehn Concert Series" Arkiverad 24 september 2015 hämtat från the Wayback Machine. från Odu.edu
4. ↑  Master Courses, Workshops, Music Festival, July 29 – August 28, 2011[död länk] (pdf-fil) -  Internationale Sommerakademie PragWienBudapest. -  Från Jopera.at (J:opera Jennersdorf: Festivalsommer)